# Compus organic volatil
Compușii organici volatili (COV) sunt acei compuși organici care prezintă o presiune de vapori mare (peste 102 kPa, însă definirea valorii variază) în condiții de temperatură ambientală, de 25 °C. Această presiune ridicată a vaporilor este urmarea unui punct de fierbere scăzut, ceea ce face ca un număr crescut de molecule să se evapore sau să sublimeze, din starea lichidă și respectiv solidă, direct în mediul înconjurător (proprietatea se numește volatilitate). De exemplu, formaldehida, care se poate evapora din compoziția unor vopsele, prezintă un punct de fierbere de doar -19 °C.
Compușii organici volatili sunt foarte diverși și după originea lor pot fi atât artificiali (benzen, toluen, nitrobenzen), cât și răspândiți în mediul natural (izopren, pinen, limonen), jucând un rol important în comunicare la plante, cât și la animale. Majoritatea mirosurilor percepute sunt datorate unor COV.

## Surse artificiale

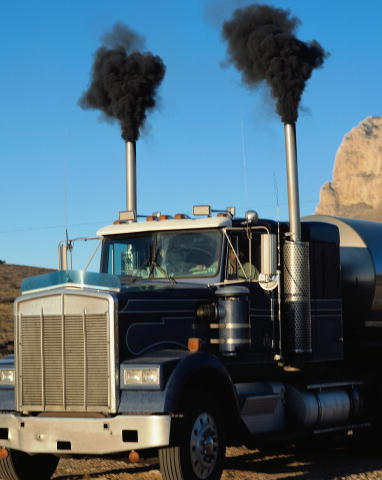
Gazele de eșapament conțin COV